# Entre la espada y la pared (libro)

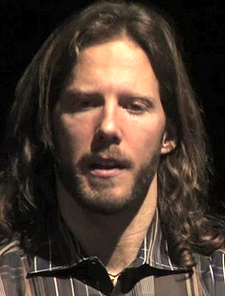
Aron Ralston.

«Entre la espada y la pared» es la autobiografía de Aron Ralston. Publicado en 2004, el libro relata la experiencia de Ralston al quedar atrapado en Blue John Canyon en el desierto de Utah y la forma en que se vio obligado a amputarse el brazo derecho con una multiherramienta de baja calidad (un cuchillo sin filo) con el fin de liberarse después de que su brazo quedara atrapado por una roca.
El libro describe la infancia de Ralston; cómo se aficionó a las actividades al aire libre tras mudarse a Colorado en Indiana, cómo llegó a ser un gran amante de la naturaleza y la forma en que dejó su carrera de ingeniería en Intel para poder practicar actividades al aire libre tanto como fuese posible.
El libro va y viene, en capítulos alternos, entre sus experiencias pasadas y su aprisionamiento en el cañón. En la edición de tapa dura se incluyen imágenes de sus días terribles en el cañón, varias fotos de excursiones pasadas de las que nos habla en el libro, un glosario de la jerga de montaña, y los mapas de Blue John Canyon y las proximidades del cañón en el centro este de Utah. Este es el primer libro que ha escrito.
La terrible experiencia de Ralston es el tema de la película de Danny Boyle de 2010 127 horas, protagonizada por James Franco.